# Latouchia swinhoei
Espèce
Synonymes
- Latouchia okumurai Kishida, 1921
- Latouchia swinhoei izena Haupt & Shimojana, 2001
- Latouchia swinhoei kerama Haupt & Shimojana, 2001
- Latouchia swinhoei tonaki Haupt & Shimojana, 2001
- Latouchia swinhoei kume Haupt & Shimojana, 2001
- Latouchia swinhoei xena Haupt & Shimojana, 2001
- Latouchia swinhoei crypta Haupt & Shimojana, 2001

Latouchia swinhoei est une espèce d'araignées mygalomorphes de la famille des Halonoproctidae.

## Distribution
Cette espèce est endémique de l'archipel Nansei au Japon.

## Description

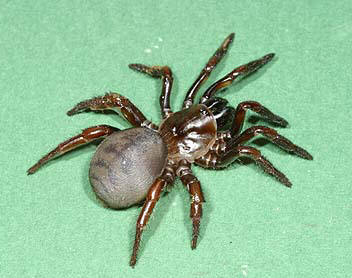
Latouchia swinhoei de Kume-jima.

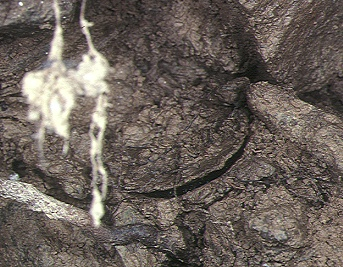
Terrier de Latouchia swinhoei à Okinawa.

Le mâle holotype mesure 12 mm.

## Systématique et taxinomie
Cette espèce a été décrite par Pocock en 1901.
Latouchia okumurai a été placée en synonymie par en Yaginuma, Hirashima & Okuma, 1990.

## Étymologie
Cette espèce est nommée en l'honneur de Robert Swinhoe.

## Publication originale
- Pocock, 1901 : « On some new trap-door spiders from China. » Proceedings of the Zoological Society of London, vol. 1901, no 1, p. 207-215 (texte intégral).